# Virginia Slims of Boston 1984
Virginia Slims of Boston 1984 — жіночий тенісний турнір, що проходив на закритих кортах з килимовим покриттям Walter Brown Arena у Бостоні (США). Належав до Світової чемпіонської серії Вірджинії Слімс 1984. Тривав з 26 березня до 1 квітня 1984 року. Четверта сіяна Гана Мандлікова здобула титул в одиночному розряді.

## Фінальна частина

### Одиночний розряд
Гана Мандлікова —  Гелена Сукова 7–5, 6–0
- Для Мандлікової це був 5-й титул в одиночному розряді за сезон і 21-й — за кар'єру.

### Парний розряд
Барбара Поттер /  Шерон Волш —  Андреа Леанд /  Мері-Лу Деніелс 7–6, 6–0
- Для Поттер це був 2-й титул за сезон і 17-й — за кар'єру. Для Волш це був 3-й титул за сезон і 27-й — за кар'єру.